# Prvenstvo Hrvatske u dvoranskom hokeju 2016./17.
Prvenstvo Hrvatske u dvoranskom hokeju za sezonu 2016./17. je drugi put osvojila Zelina. 

Prvenstvo je igrano od 27. studenog 2016. do 5. veljače 2017. godine.

## Sudionici
| - Jedinstvo - Zagreb - Marathon - Zagreb - Mladost - Zagreb - Mladost II - Zagreb - Trešnjevka - Zagreb - Zelina - Sveti Ivan Zelina | - Concordia 1906 - Zagreb - Spartanac - Split - Mladost III - Zagreb - Zelina II - Sveti Ivan Zelina - Zrinjevac - Zagreb |

## Rezultati i ljestvice

### Prva liga

#### Ligaški dio
| mj | klub       | ut | pob | ner | por | gol+ | gol- | bod |               |
| -- | ---------- | -- | --- | --- | --- | ---- | ---- | --- | ------------- |
| 1. | Mladost    | 5  | 5   | 0   | 0   | 48   | 17   | 5   | doigravanje   |
| 2. | Zelina     | 5  | 3   | 1   | 1   | 36   | 19   | 10  | doigravanje   |
| 3. | Marathon   | 5  | 3   | 0   | 2   | 22   | 22   | 9   | doigravanje   |
| 4. | Trešnjevka | 5  | 2   | 0   | 3   | 13   | 20   | 6   | doigravanje   |
| 5. | Mladost II | 5  | 1   | 1   | 3   | 22   | 24   | 4   | kvalifikacije |
| 6. | Jedinstvo  | 5  | 0   | 0   | 5   | 5    | 44   | 0   | 2. liga       |

| 1. kolo                 | 1. kolo |
| ----------------------- | ------- |
| 4. prosinca 2016.       |         |
| Trešnjevka - Mladost II | 4:3     |
| Jedinstvo - Marathon    | 0:4     |
| 29. siječnja 2017.      |         |
| Mladost - Zelina        | 7:5     |

| 2. kolo               | 2. kolo |
| --------------------- | ------- |
| 15. siječnja 2017.    |         |
| Mladost II - Marathon | 3:4     |
| 21. siječnja 2017.    |         |
| Zelina - Jedinstvo    | 16:1    |
| 29. siječnja 2017.    |         |
| Trešnjevka - Mladost  | 0:8     |

| 3. kolo                | 3. kolo |
| ---------------------- | ------- |
| 22. siječnja 2017.     |         |
| Mladost - Mladost II   | 8:4     |
| Marathon - Zelina      | 3:5     |
| Jedinstvo - Trešnjevka | 0:4     |

| 4. kolo               | 4. kolo |
| --------------------- | ------- |
| 15. siječnja 2017.    |         |
| Mladost - Jedinstvo   | 14:2    |
| 29. siječnja 2017.    |         |
| Mladost II - Zelina   | 6:6     |
| Trešnjevka - Marathon | 3:5     |

| 5. kolo                | 5. kolo |
| ---------------------- | ------- |
| 15. siječnja 2017.     |         |
| Jedinstvo - Mladost II | 2:6     |
| Marathon - Mladost     | 6:11    |
| 21. siječnja 2017.     |         |
| Zelina - Trešnjevka    | 4:2     |

#### Doigravanje
| datum            | klub1         | rez           | klub2         |
| poluzavršnica    | poluzavršnica | poluzavršnica | poluzavršnica |
| ---------------- | ------------- | ------------- | ------------- |
| 4. veljače 2017. | Mladost       | 7:0           | Trešnjevka    |
| 4. veljače 2017. | Zelina        | 13:1          | Marathon      |
|                  |               |               |               |
| za 3. mjesto     |               |               |               |
| 5. veljače 2017. | Marathon      | 5:3           | Trešnjevka    |
|                  |               |               |               |
| za pobjednika    |               |               |               |
| 5. veljače 2017. | Mladost       | 2:3           | Zelina        |

### Druga liga
| mj | klub           | ut | pob | ner | por | gol+ | gol- | bod |               |
| -- | -------------- | -- | --- | --- | --- | ---- | ---- | --- | ------------- |
| 1. | Zrinjevac      | 4  | 3   | 0   | 1   | 31   | 12   | 9   | 1. liga       |
| 2. | Concordia 1906 | 4  | 3   | 0   | 1   | 25   | 7    | 9   | kvalifikacije |
| 3. | Zelina II      | 4  | 2   | 0   | 2   | 31   | 23   | 6   |               |
| 4. | Mladost III    | 4  | 2   | 0   | 2   | 20   | 15   | 6   |               |
| 5. | Spartanac      | 4  | 0   | 0   | 4   | 5    | 55   | 0   |               |

| 1. kolo                      | 1. kolo |
| ---------------------------- | ------- |
| 27. studenog 2016.           |         |
| Concordia 1906 - Mladost III | 5:1     |

| 2. kolo                    | 2. kolo |
| -------------------------- | ------- |
| 4. prosinca 2016.          |         |
| Zrinjevac - Concordia 1906 | 4:3     |
| 17. prosinca 2016.         |         |
| Zelina II - Spartanac      | 19:3    |

| 3. kolo                    | 3. kolo |
| -------------------------- | ------- |
| 15. siječnja 2017.         |         |
| Mladost III - Zrinjevac    | 4:3     |
| 29. siječnja 2017.         |         |
| Concordia 1906 - Zelina II | 7:2     |
| Spartanac - Zrinjevac      | 1:15    |

| 4. kolo                    | 4. kolo |
| -------------------------- | ------- |
| 21. siječnja 2017.         |         |
| Zelina II - Mladost III    | 6:4     |
| 29. siječnja 2017.         |         |
| Spartanac - Concordia 1906 | 0:10    |

| 5. kolo                 | 5. kolo |
| ----------------------- | ------- |
| 18. prosinca 2016.      |         |
| Mladost III - Spartanac | 11:1    |
| Zrinjevac - Zelina II   | 9:4     |

#### Kvalifikacije za 1. ligu
| datum                                  | klub1      | rez           | klub2          |
| -------------------------------------- | ---------- | ------------- | -------------- |
| 4. veljače 2017.                       | Mladost II | 3:3 (1:0 pen) | Concordia 1906 |
|                                        |            |               |                |
| Mladost II osigurala ostanak u 1. ligi |            |               |                |

## Konačni poredak
| mj.     | klub                          |
| 1. liga | 1. liga                       |
| ------- | ----------------------------- |
| 1.      | Zelina (Sveti Ivan Zelina)    |
| 2.      | Mladost Zagreb                |
| 3.      | Marathon Zagreb               |
| 4.      | Trešnjevka Zagreb             |
| 5.      | Mladost II Zagreb             |
| 6.      | Jedinstvo Zagreb              |
|         |                               |
| 2. liga |                               |
| 1.      | Zrinjevac Zagreb              |
| 2.      | Concordia 1906 Zagreb         |
| 3.      | Zelina II (Sveti Ivan Zelina) |
| 4.      | Mladost III Zagreb            |
| 5.      | Spartanac Split               |